# Сан-Фабіан (Чилі)
Сан-Фабіан (ісп. San Fabián) — комуна в Чилі. Адміністративний центр комуни - селище Сан-Фабіан-де-Аліко. Населення - 1452 особи (2002). Комуна входить до складу провінції Пунілья і регіону Ньюбле.
Територія комуни – 1568,3 км². Чисельність населення - 3562 мешканців (2007). Щільність населення - 2,27 чол./км².

## Розташування
Селище Сан-Фабіан-де-Аліко розташоване за 50 км на схід від адміністративного центру провінції міста Чильян. 
Комуна межує:
- на півночі - з комуною Парраль
- на північному сході - з комуною Кольбун
- на сході - з провінцією Неукен (Аргентина)
- на південному заході - з комуною Койуеко
- на заході - з комуною Сан-Карлос
- на північному заході - з комуною Ньїкен